# Büttikon
Büttikon is een gemeente en plaats in het Zwitserse kanton Aargau en maakt deel uit van het district Bremgarten.
Büttikon telt 963 inwoners.